# 中山大学广州校区
中山大学广州校区是中山大学位于中华人民共和国广东省广州市的三个校园的总称，包括：
- 广州校区南校园：位于海珠区新港西路135号，又称“康乐园”，是中山大学行政总部所在和传统校园。原为私立岭南大学校址，1952年中山大学与私立岭南大学合并并从原石牌校址迁至此处。
- 广州校区北校园：位于越秀区中山二路74号。该校园原为中山医科大学校区，孙中山曾于1886年在此学医。2001年10月26日中山医科大学与中山大学合并，该校址成为中山大学广州校区北校园。
- 广州校区东校园：位于番禺区广州大学城外环东路132号，于2004年落成。